# Fàbrica de xocolata La Ultramarina
La fàbrica de xocolata La Ultramarina fou una indústria de Barcelona a la segona meitat del segle xix.

## Història
A finals del segle xviii i principis del xix, el teixidor de seda o «velers» Onofre Peracaula (o Perecaula) era establert al carrer del Call, 4. El seu fill Onofre Peracaula i Comas (1815-1864) va continuar l'ofici i el 1837 va adquirir a Gaspar Carafí la seva casa-fàbrica al carrer Nou de la Rambla, 69. Antoni Peracaula i Damians, fill de l'anterior, fou un advocat vinculat a la inversió en ferrocarrils i l'autor d'un diccionari sobre dret mercantil. El seu nebot Antoni Peracaula i Armengol fou enginyer de material i tracció de la companyia de ferrocarril de Medina a Zamora, Ourense i Vigo (MZOV).
Onofre Peracaula i Damians era fabricant de xocolata i va desenvolupar-ne una tècnica d'elaboració en fred, de la que va obtenir un privilegi d'invenció. La seva fàbrica, anomenada «La Ultramarina», inicialment al carrer Nou de la Rambla, 69, es va traslladar al carrer dels Escudellers, 41 cantonada amb el de n'Aglà, 9), i es va presentar a l'Exposició de París de 1867 i a la de Barcelona del 1872: «Nùm. 44 D. ONOFRE PERECAULA. (Barcelona, Escudillers, 41). Chocolates de diferentes clases. Estos chocolates se elaboran con máquina sin fuego; habiendo adquirido el expositor privilegio de invencion.»
El 1874 va obtenir permís per a construir un nou edifici (actualment desaparegut) al carrer d'Aragó, 392 (antic 464) segons el projecte del mestre d'obres Rafael Palet i Torra, i el 1884, va demanar permís per a instal·lar-hi una caldera de vapor. La fàbrica es va presentar a les exposicions de 1877 i 1888: «2708 - Perecaula (Onofre), Barcelona, Aragón, 464. Chocolates. LA ULTRAMARINA Fábrica de chocolates elaborados en frio por un sistema de propia invención (con patente de invención), distinto de todos los demás.» Va morir cap al 1893, i el negoci va passar a mans de Lluís Anglada, que tenia la botiga al carrer del Vidre, 7.